# 笠寺出入口
笠寺出入口（かさでらでいりぐち）とは、愛知県名古屋市南区にある名古屋高速3号大高線のインターチェンジである。

## 概要
都心環状方面への入口と同方面からの出口のみを持つハーフインターチェンジである。
出入口はセンターランプ方式である。また、オフランプは本地交差点と直接接続されている。当交差点は信号交差点であるが、これとは別に名古屋高速出口専用の信号を設け、ランプ流出車両の誘導を行う。

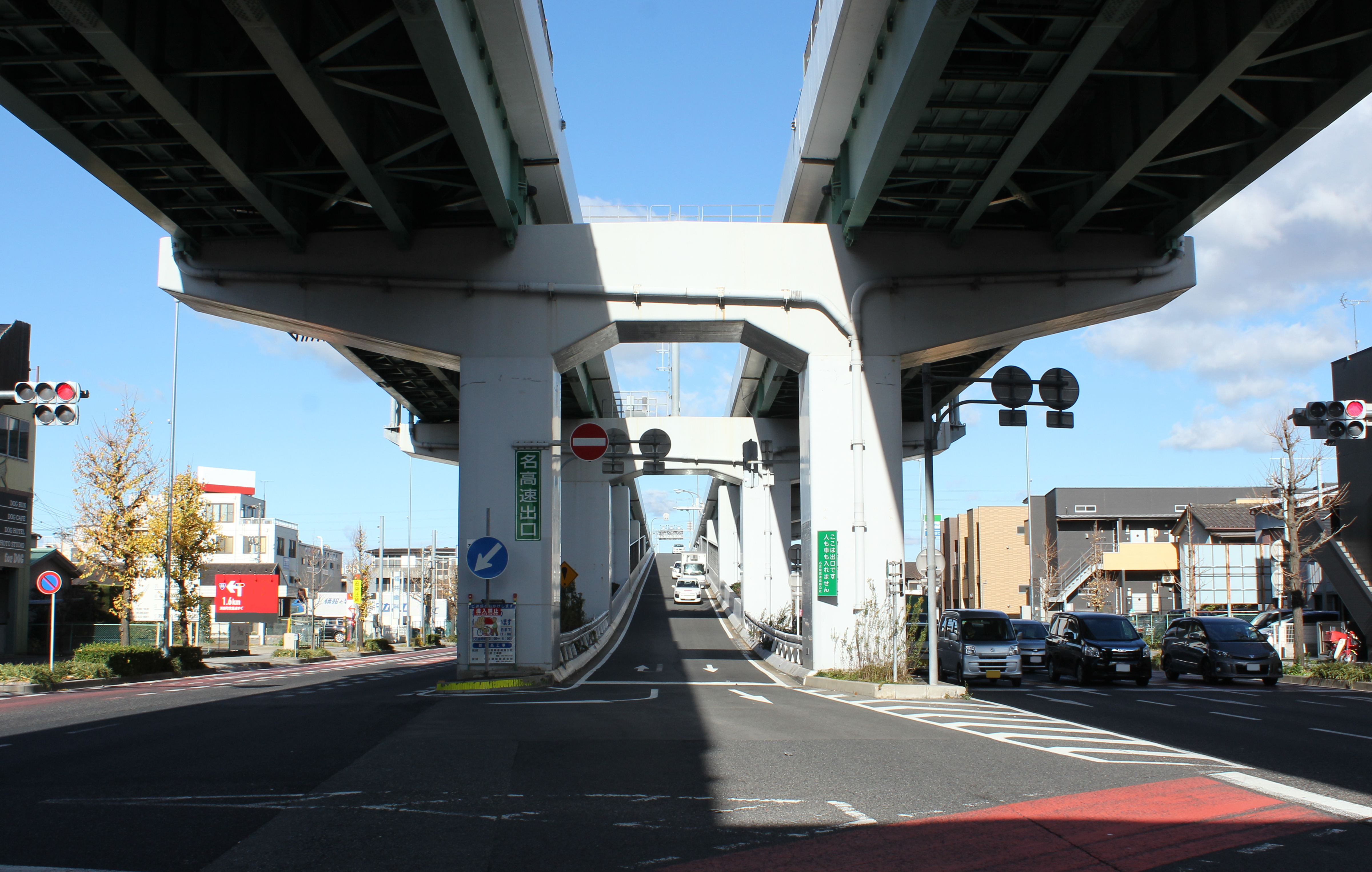
センターランプ方式の出口

## 道路
- 名古屋高速3号大高線

## 接続する道路
- 直接接続
  - 国道1号
  - 名古屋市道本星崎東西第25号線[7]（出口のみ直接接続）
- 間接接続
  - 名古屋市道名古屋環状線（入口のみ接続）

## 料金所

### 都心環状方面
- レーン数：2[8][9]
  - ETC専用：1
  - 一般：1

## 周辺
- JR東海道本線 笠寺駅
- 名古屋市総合体育館
- 南区役所

## 利用台数
名古屋市統計年鑑による利用台数の推移
| 1991年（平成3年）度  | 1267105台 |  |
| 1992年（平成4年）度  | 1320989台 |  |
| 1993年（平成5年）度  | 1359426台 |  |
| 1994年（平成6年）度  | 1257203台 |  |
| 1995年（平成7年）度  | 1503899台 |  |
| 1996年（平成8年）度  | 1625452台 |  |
| 1997年（平成9年）度  | 1605730台 |  |
| 1998年（平成10年）度 | 1611213台 |  |
| 1999年（平成11年）度 | 1641127台 |  |
| 2000年（平成12年）度 | 1711641台 |  |
| 2001年（平成13年）度 | 1678609台 |  |
| 2002年（平成14年）度 | 1654336台 |  |
| 2003年（平成15年）度 | 1516253台 |  |
| 2004年（平成16年）度 | 1419051台 |  |
| 2005年（平成17年）度 | 1394938台 |  |
| 2006年（平成18年）度 | 1401078台 |  |
| 2007年（平成19年）度 | 1374335台 |  |
| 2008年（平成20年）度 | 1372243台 |  |
| 2009年（平成21年）度 | 1358365台 |  |
| 2010年（平成22年）度 | 1410343台 |  |
| 2011年（平成23年）度 | 1141946台 |  |
| 2012年（平成24年）度 | 1141262台 |  |
| 2013年（平成25年）度 | 1159125台 |  |

## 隣
名古屋高速3号大高線
(303,313)呼続出入口 - (304,314)笠寺出入口 - 星崎TB - (315)星崎入口